# Aeroportul Internațional Cruzeiro do Sul
Aeroportul Internațional Cruzeiro do Sul (IATA: CZS, ICAO: SBCZ) este un aeroport din Acre, Brazilia ce deservește zona Cruzeiro do Sul. Aeroportul a fost tranzitat în 2022 de 41.101 pasageri. A fost deschis în 1970 și numit după zona deservită.
Situat la o altitudine de 194 m, aeroportul dispune de 1 pistă. Este operat de Infraero⁠(d).

## Infrastructură

### Piste
Aeroportul dispune de o singură pistă. Pista 10/28 are suprafața de asfalt și dimensiunile 2.400 m × 45 m. 